# Gyula Andrássy
Ne pas confondre avec Gyula Andrássy le Jeune.
 (novembre 2023).
Si vous disposez d'ouvrages ou d'articles de référence ou si vous connaissez des sites web de qualité traitant du thème abordé ici, merci de compléter l'article en donnant les références utiles à sa vérifiabilité et en les liant à la section « Notes et références ».
Le comte Gyula Andrássy de Csik-Szentkirály et Krasznahorka, né le 8 mars 1823 à Oláhpatak en Haute-Hongrie et mort le 18 février 1890 à Volosca près d'Abbazia sur le Littoral autrichien, est un homme d'État hongrois. Rebelle contre le règne des Habsbourg au temps de la révolution de 1848, il est le premier Ministre-président du royaume de Hongrie après le Compromis austro-hongrois de 1867 et Ministre impérial des Affaires étrangères de 1871 à 1879.

## Biographie
Issu d'une famille aristocratique de magnats hongrois, il est le fils du comte Károly Andrássy (1792–1845) et de son épouse la comtesse Etelka Szapáry (1798–1876). Après des études de droit à l'université de Pest, il est élu en 1847 membre de la Chambre des députés de l'Assemblée hongroise à Presbourg et devint főispán (préfet) du comitat de Zemplén. Âgé de 24 ans, il excellait par son éloquence et ses idées libérales.

### Le révolutionnaire
En patriote passionné, il participe à la révolution hongroise de 1848 contre la maison de Habsbourg-Lorraine et se prononça pour l’indépendance de son pays. Il se rallie à Lajos Kossuth, le leader de la révolte, menant le combat à la tête des forces rebelles de Zemplén. En 1849, le gouvernement révolutionnaire l'envoie en mission à la Sublime Porte de Constantinople.
Après la défaite hongroise, lors de la guerre d'indépendance, Andrássy, condamné à mort par contumace et pendu en effigie, se réfugie à Paris où il épouse la comtesse Katharina Kendeffy le 9 juillet 1856, puis à Londres. Il vit en exil jusqu’à l’amnistie de 1857, collectionnant les succès féminins, surnommé « Le beau pendu ». Au fil des ans, son attitude change et il se déclare prêt à revenir à une politique modérée, particulièrement pour faire face aux défis du panslavisme. Élu en 1861, à nouveau député de Zemplin à la Diète hongroise, il siège dans les rangs du parti de Ferenc Deák, qui revendique, par les voies légales, l'autonomie législative du royaume de Hongrie.

### Le premier ministre
La défaite de l'Autriche dans la guerre austro-prussienne, lors de la bataille de Sadowa en 1866, force le gouvernement de l'empereur François-Joseph Ier à entrer dans la voie des concessions libérales ; un ministère spécial ayant été constitué en Hongrie le 11 février 1867, Andrássy entre en qualité de président du conseil et de ministre pour la défense du pays. La monarchie des Habsbourg-Lorraine devient alors la double-monarchie d'Autriche-Hongrie (au grand dam des populations allemandes et aux dépens des populations slaves de l'empire). Le 8 juin 1867, l'empereur François-Joseph et l'impératrice Elisabeth (en hongrois : Erzsebet) sont solennellement couronnés roi et reine de Hongrie à l'église Matthias de Buda, Andrassy tenant l'un des rôles principaux au cours de la messe composée par Franz Liszt. 

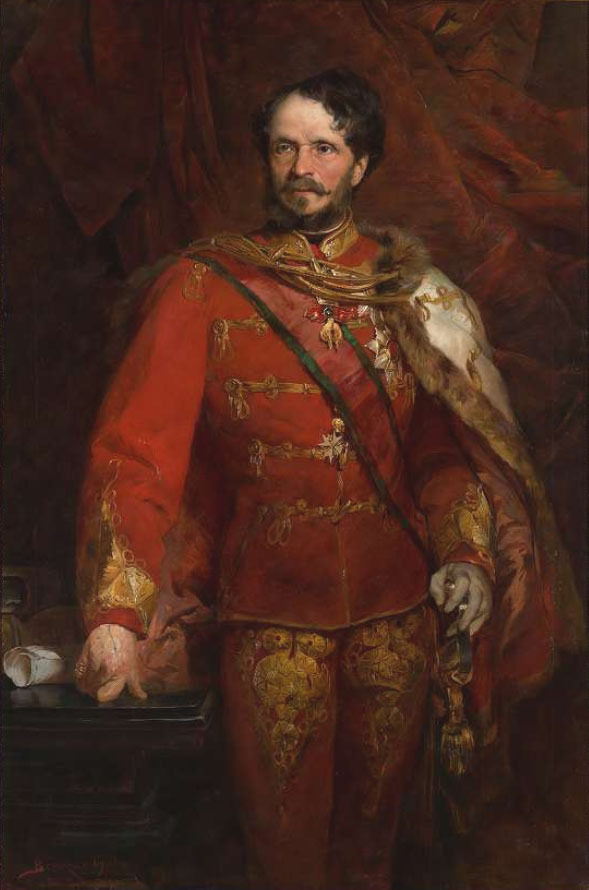
Gyula Andrassy, portrait par Gyula Benczúr (1884).

Pour remercier leur nouvelle reine, les Hongrois lui offrent le château de Gödöllő qui devient sa résidence favorite. L'année suivante, l'impératrice-reine attendant un enfant souhaitait ardemment donner un « roi à la Hongrie » qui entérinerait la fin de la double-monarchie. Elle met au monde une fille qu'elle prénomme de son propre chef Marie-Valérie en l'honneur de la Hongrie (Valeria est le nom de la région dont le chef-lieu est Budapest). Certains attribuèrent la paternité de l'enfant à Andrassy, mais la ressemblance entre l'archiduchesse Marie-Valérie et l'empereur-roi est de plus en plus frappante, et réduit à néant la rumeur. Contrairement à sa mère, l'archiduchesse devient une fervente germanophile. En revanche, il est également démontré l'importance qu'eut Andrassy dans la vie de la reine.
En tant que premier ministre, Andrássy a toute la confiance du couple impérial. Avec les deux, il est présent à l'ouverture de l'Exposition universelle de 1867 à Paris et également à l'inauguration du canal de Suez le 17 novembre 1869. En Hongrie, il pratique une politique vigoureuse de la magyarisation, aux dépens surtout de la minorité croate.

### Le ministre impérial

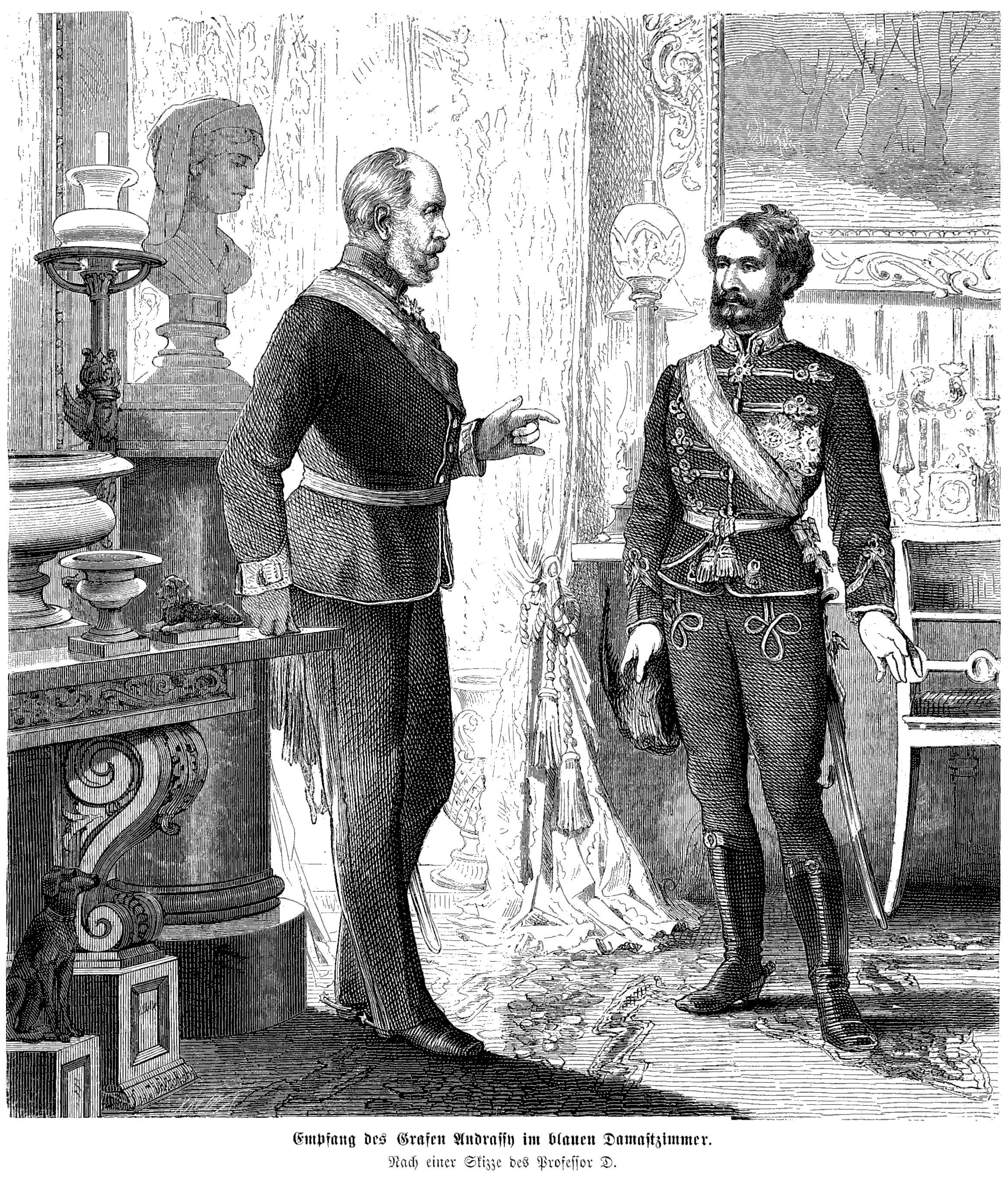
Gyula Andrássy reçu par l’empereur Guillaume Ier d'Allemagne, Die Gartenlaube, 1872.

Lors de la déclaration de guerre de la France à la Prusse le 19 juillet 1870, Andrássy se prononce énergiquement en faveur de la neutralité et réussit à imposer ses idées. Les talents dont il a fait preuve lui valent d’être appelé à succéder, le 14 novembre 1871, au comte Friedrich Ferdinand von Beust en tant que ministre impérial et royal des Affaires étrangères. 
Au cours des années suivantes, il s'attache à maintenir de bonnes relations avec le nouvel Empire allemand et essaya en même temps de refouler l'influence politique de la Russie dans les Balkans. En septembre 1872, il participe au sommet des empereurs François-Joseph Ier d'Autriche, Guillaume Ier d'Allemagne et Alexandre II de Russie à Berlin pour conférer avec ses collègues Otto von Bismarck et Alexandre Gortchakov en vue de préparer l'Entente des trois empereurs. En 1874, il accompagne François-Joseph lors de son voyage à Saint-Pétersbourg ; l'année suivante il prend part à la conférence avec Victor-Emmanuel II, roi d'Italie, à Venise. En 1876, à la veille de la guerre russo-turque, il a une autre réunion avec l'empereur Alexandre II à Reichstadt.
Lorsqu’en 1875 se déclencha la crise des Balkans et l'insurrection de l'Herzégovine et de la Bosnie, le comte adresse en décembre 1875 au gouvernement ottoman une note exposant un programme de réformes intérieures. Il maintient la plus stricte neutralité lorsque la guerre éclate entre l'Empire ottoman d'une part, la Serbie et le Monténégro de l'autre.
Après la victoire de la Russie sur les Turcs et la conclusion du traité de San Stefano, il fait triompher l'idée d'un congrès européen chargé d'empêcher l'émergence d'une fédération balkanique dominée par une grande Bulgarie, et fixant les frontières des nations chrétiennes de manière à les séparer par une Turquie d'Europe s'étendant jusqu'à l'Adriatique. C'est ce qui est décidé au congrès de Berlin qui se réunit le 13 juin 1878 et qui, en outre, permet à l'Autriche-Hongrie d'occuper les vilayets de Bosnie et d'Herzégovine. L'empereur confère alors à son ministre le prestigieux Ordre de la Toison d'or. Néanmoins, le rôle que l'Autriche-Hongrie a joué dans les négociations a grevé de manière persistante les relations politiques avec la Russie qui s'est vue trompée.

### Démission
L'année suivante, immédiatement après la conclusion du Duplice austro-allemand le 7 octobre 1879, Andrássy donne sa démission de président du conseil et à partir de ce moment, il ne prend que rarement la parole à la Diète hongroise, se consacrant à sa vie privée.

## Hommages et postérité

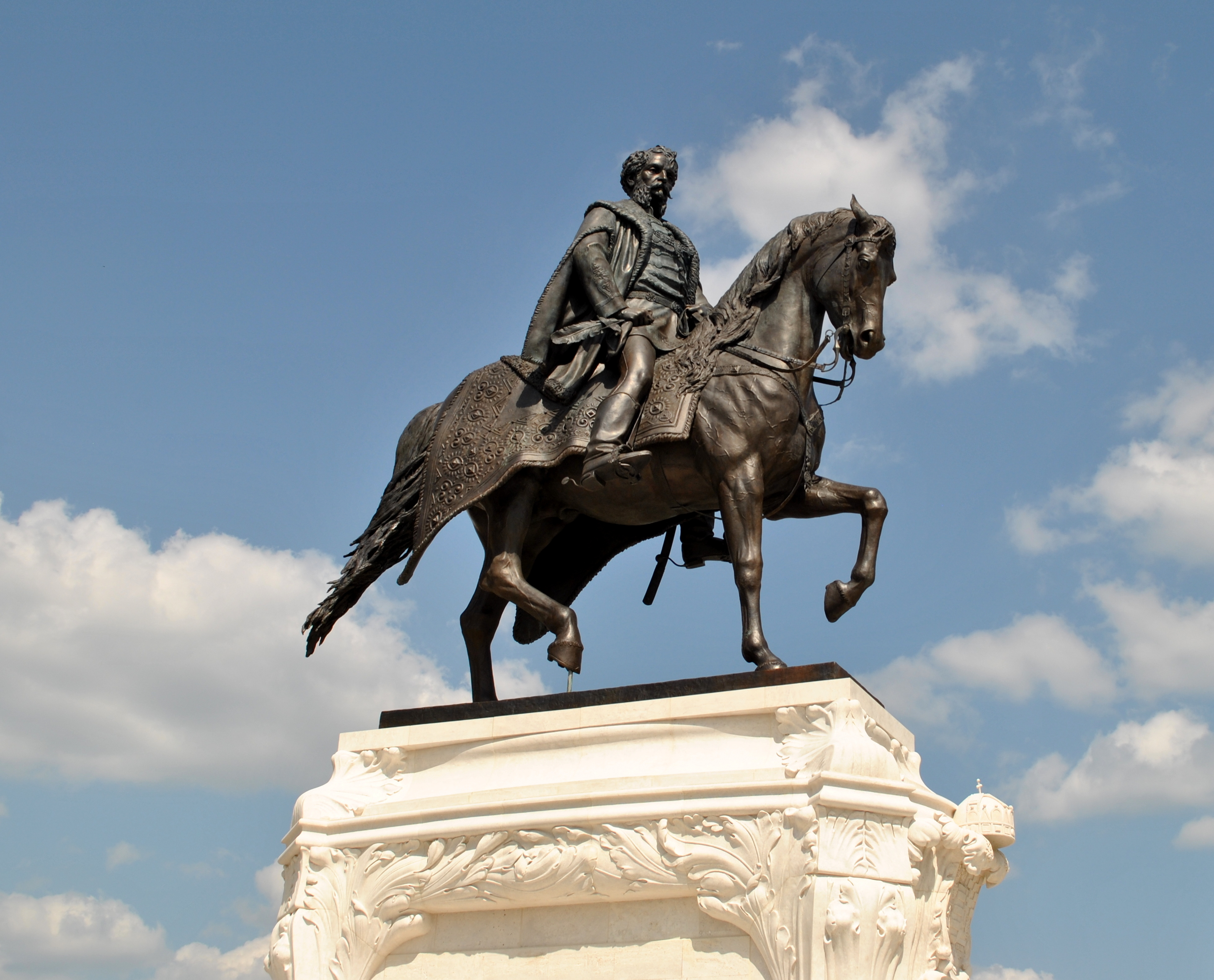
Statue équestre à Budapest.

À Budapest, la voie Andrássy út et l'Université germanophone Gyula Andrássy sont attitrés d'après lui. En 1906 il est décidé d'ériger une statue équestre sur le côté sud du parlement hongrois en son honneur ; refondue en 1945, une réplique est installée en 2016.
Andrássy est le père de Gyula Andrássy le Jeune (1860-1929), le dernier ministre des Affaires étrangères de l'Autriche-Hongrie nommé par l'empereur Charles Ier en octobre 1918.

## Le comte à l'écran
Proche de Sissi, Gyula Andrássy est présent dans de nombreuses œuvres culturelles centrées sur l'impératrice :
- 1956 : Sissi impératrice d'Ernst Marischka, incarné par Walther Reyer.
- 1957 : Sissi face à son destin d'Ernst Marischka, incarné par Walther Reyer.
- 2009 : Sissi : Naissance d'une impératrice de Xaver Schwarzenberger, incarné par Fritz Karl.
- 2021-en cours : Sissi de Sven Bohse, incarné par Giovanni Funiati.
- 2022 : Corsage de Marie Kreutzer, incarné par Tamás Lengyel.